# Безводне (Могилів-Подільський район)
Безво́дне — село в Україні, у Ямпільській міській громаді Могилів-Подільського району Вінницької області.

## Історія
Село Феліціанівка (Феліціянівка, Felicyanówka) Дзигівської волості Ямпільського повіту вперше згадується у письмових джерелах початку XIX ст.
7 (20) листопада 1917 року, відповідно до Третього Універсалу Української Центральної Ради, увійшло до складу Української Народної Республіки.
З 7 березня 1923 у складі Ямпільського району Могилівської округи.
19 листопада 1924 приєднане до Бабчинецького району.
З 1931 у складі Чернівецького району.
7 червня 1946 Феліціанівка перейменована на Безводне, Феліціанівська сільська рада — на Безводнівську.
30 грудня 1962 Чернівецький район розформований, село перейшло до складу Могилів-Подільського району.
4 січня 1965 перейшло до Ямпільського району.
Відповідно до Розпорядження Кабінету Міністрів України від 12 червня 2020 року № 707-р «Про визначення адміністративних центрів та затвердження територій територіальних громад Вінницької області» увійшло до складу Ямпільської міської територіальної громади.
19 липня 2020 року, в результаті адміністративно-територіальної реформи та ліквідації Ямпільського району, село увійшло до складу Могилів-Подільського району.

## Населення
Згідно з переписом УРСР 1989 року чисельність наявного населення села становила 1057 осіб, з яких 443 чоловіки та 614 жінок.
За переписом населення України 2001 року в селі мешкали 972 особи.

### Мова
Розподіл населення за рідною мовою за даними перепису 2001 року:
| Мова       | Відсоток |
| ---------- | -------- |
| українська | 98,46 %  |
| російська  | 1,13 %   |
| молдовська | 0,21 %   |
| інші       | 0,20 %   |

## Відомі уродженці
- Левицький Анатолій Іванович — заслужений працівник культури України, начальник управління культури і туризму Вінницької обласної державної адміністрації.
- Гнатюк Ніна Юхимівна — українська поетеса.
- Гуменний Володимир Дмитрович — український художник.

## Пам'ятки
- Віковий дуб — ботанічна пам'ятка природи місцевого значення
- Дуб-велетень — ботанічна пам'ятка природи місцевого значення
- Дуби-велетні — ботанічна пам'ятка природи місцевого значення
- Дуби-красені — ботанічна пам'ятка природи місцевого значення